# Oranje (kleur)
Oranje is een kleur die zich in het spectrum tussen rood en geel bevindt, bij golflengtes tussen 620 en 585 nanometer. De kleur kan dan ook door menging van geel en rood verkregen worden. In de (niet-wetenschappelijke) traditionele kleurenleer is het een secundaire hoofdkleur. De complementaire kleur is ultramarijnblauw. Oranje van een lage intensiteit wordt ervaren als bruin.

## Etymologie
Het woord oranje is afkomstig van het Perzische narang (het Spaanse naranja), dat sinaasappel betekent.
Ook in veel andere talen, zoals Engels, Frans en Spaans, wordt hetzelfde woord gebruikt voor 'oranje' en 'sinaasappel'.

## Kleurnuances
| |        |        |        |        |        |        |        |        |        |        |        |        |        |        |        |
| |        |        |        |        |        |        |        |        |        |        |        |        |        |        |        |
| |        |        |        |        |        |        |        |        |        |        |        |        |        |        |        |
| Van zwart naar oranje:                                                                                                  |        |        |        |        |        |        |        |        |        |        |        |        |        |        |        |
| |        |        |        |        |        |        |        |        |        |        |        |        |        |        |        |
| |        |        |        |        |        |        |        |        |        |        |        |        |        |        |        |
| 000000 | 110B00 | 221600 | 332100 | 442C00 | 553700 | 664200 | 774D00 | 885800 | 996300 | AA6E00 | BB7900 | CC8400 | DD8F00 | EE9A00 | FFA500 |
| Van oranje naar wit: |        |        |        |        |        |        |        |        |        |        |        |        |        |        |        |
| |        |        |        |        |        |        |        |        |        |        |        |        |        |        |        |
| |        |        |        |        |        |        |        |        |        |        |        |        |        |        |        |
| FFA500 | FFAB11 | FFB122 | FFB733 | FFBD44 | FFC355 | FFC966 | FFCF77 | FFD588 | FFDB99 | FFE1AA | FFE744 | FFEDCC | FFF3DD | FFF9EE | FFFFFF |
| Van rood via oranje naar geel. Het is moeilijk te zien wat nu precies oranje is, waar rood eindigt en waar geel begint. |        |        |        |        |        |        |        |        |        |        |        |        |        |        |        |
| |        |        |        |        |        |        |        |        |        |        |        |        |        |        |        |
| |        |        |        |        |        |        |        |        |        |        |        |        |        |        |        |
| FF0000 | FF1100 | FF2200 | FF3300 | FF4400 | FF5500 | FF6600 | FF7700 | FF8800 | FF9900 | FFAA00 | FFBB00 | FFCC00 | FFDD00 | FFEE00 | FFFF00 |

Oranje in variabele mate van verzadiging (horizontaal) en intensiteit (verticaal):

## Historische, politieke en culturele betekenis
De kleur oranje komt vrij weinig in de natuur voor en kent dan ook niet zo veel symboliek als de meeste andere kleuren. Een uitzondering is dat het symbool staat voor Nederland. Dit komt door het Nederlandse koningshuis. De Vader des Vaderlands Willem van Oranje erfde van zijn neef Rene van Chalon de titel Prins van Oranje, een titel die hoorde bij het Prinsdom Orange in Frankrijk. Het oranje staat in Nederland voor alle nationale sportteams en pars pro toto veelal voor geheel Nederland. Ook op Koningsdag wordt veel oranje gedragen. Gedurende de Tweede Wereldoorlog sprak Koningin Wilhelmina haar bevolking vanuit Londen toe via Radio Oranje. Prins Willem-Alexander en Prinses Maxima ontvingen van Nationaal Cadeau bij hun huwelijk in 2002 het Oranje Fonds.
Ook in Ivoorkust wordt oranje geassocieerd met het nationaal voetbalelftal.
De Nederlandse vlag die bij de Unie van Utrecht in 1579 officieel werd aangenomen was oranje, wit, blauw. De rood, wit, blauwe vlag werd pas in 1937 bij Koninklijk Besluit de officiële vlag van het Koninkrijk der Nederlanden.
Een variant van de Nederlandse vlag is het Oranje Blanje Bleu, die voorzien met een VOC-symbool de vlag van deze organisatie was. Zo is de kleur ook in Zuid-Afrika beland. De huidige Zuid-Afrikaanse vlag heeft geen oranje meer.
De grootste rivier van het Zuid-Afrika heet de Oranjerivier omdat de kleur van de aarde vaak naar het oranje zweemt. Een van de twee Boerenrepublieken lag tussen de Oranjerivier en de Vaalrivier en heette oorspronkelijk Oranje Vrijstaat. Ook de vlag van de apartheidstaat was gebaseerd op Oranje-blanje-bleu.
In Ierland is de kleur door toedoen van Koning-Stadhouder Willem III de kleur van de kolonisten geworden. In Noord-Ierland worden ieder jaar door de Oranjeorde Oranjemarsen georganiseerd.
In 2004 vond in Oekraïne een kleurenrevolutie plaats onder leiding van Viktor Joesjtsjenko, die de Oranjerevolutie werd genoemd.
Joodse kolonisten gebruikten de kleur als teken van verzet tegen de ontruiming van de Gazastrook in augustus 2005.
In de kleurcodering voor elektronica staat oranje voor het cijfer 3.

## Varia
Tijdens de missie van Apollo 17, de zesde en laatste bemande maanlanding van het Apolloprogramma, ontdekte astronaut en geoloog Harrison Schmitt oranjekleurige materie aan station 4 op de rand van de krater Shorty. Eerder werden vanuit een baan om de maan oranjekleurige en baksteenrode gebiedjes ontdekt omstreeks het Haemusgebergte.
Gedurende de zonsopkomsten en ondergangen in omloop rond de maan, waargenomen door de astronauten van het Apolloprogramma, rapporteerden de Command Module Pilots (de astronauten die tijdens de maanwandelingen aan boord van de rond de maan cirkelende capsules bleven) dat het maanoppervlak in tegenlicht een oranjeachtige, lichtbruinkleurige of caramelkleurige indruk gaf. 
Van alle kleuren blijken oranje en bruin de minst gewaardeerde te zijn. 
primaire kleur · secundaire kleur · tertiaire kleur · complementaire kleur · kleurencirkel · partitieve kleurmenging · kleurcontrast · kleurtemperatuur

kleurcodering · kleurruimte · CIELAB · CMYK · HSL/HLS · HSV/HSB · HTML-kleuren · NCS · Pantone PMS · RAL · RGB · YIQ · YUV · YPbPr
radiogolf · lange golf · middengolf · korte golf · very high frequency (ultrakorte golf) · ultra-high frequency · microgolf · infrarood · zichtbaar licht · ultraviolet · röntgenstraling · gammastraling

Kleuren van de regenboog: rood · oranje · geel · groen · cyaan · blauw · indigo · violet